# 阿姆斯特朗 (佛羅里達州)
阿姆斯特朗（英語：Armstrong）是位於美國佛羅里達州聖約翰斯縣的一個非建制地區。該地的面積和人口皆未知。

## 地理
阿姆斯特朗的座標為29°45′43″N 81°26′53″W / 29.76194°N 81.44806°W，而該地的平均海拔高度為11米（即36英尺）。